# Снєжногорськ (Норильськ)
Снєжногорськ — селище міського типу в Красноярському краї Росії, на правій притоці Єнісею річці Хантайка. Входить до складу міського округу Норильськ, розташований за 160 км на південь від центру округу міста Норильськ.
Населення 1072 мешканця (2010).

## Історія
Засновано 1963 року як селище будівельників ГЕС. Назву свою Снєжногорськ отримав при будівництві, коли перший побудований будинок занесло по дах снігом.
Статус селища міського типу — з 1964 року.
Снєжногорськ — важкодоступне селище. Наземного транспортного сполучення немає.
Селище пов'язано повітряним сполученням з Норильськом і Ігаркою. 2006 року аеропорт, розташований у селищі, було розформовано, будівлю аеровокзалу було спалено. Літакове повітряне сполучення між Снєжногорськом і Норильськом припинило своє існування.
Щотижня по середах і п'ятницях виконуються вертолітні рейси авіакомпанією «Таймир» за маршрутом Норильськ — Снєжногорськ — Норильськ. З 1 жовтня 2007 року двічі на місяць здійснюються компанією «Туруханськавіа» вертолітні рейси за маршрутом Ігарка — Снєжногорськ — Ігарка.
Містоутворюючим підприємством є Усть-Хантайська ГЕС потужністю 441 МВт.